# Murs i cabanes de pedra volcànica de Voratosca
El Murs i cabanes de pedra volcànica de Voratosca és una obra d'Olot (Garrotxa) protegida com a Bé Cultural d'Interès Local.

## Descripció
Sistema constructiu de murs de pedra en sec, amb un sistema molt senzill, fet amb un sol material i amb poques tipologies. Per la seva adaptació al lloc ha configurat un paisatge molt singular de la zona volcànica.
Els murs tenen un paper de gran valor biològic per ésser un dels biotops més rics en vegetació i fauna.